# Portas do Sol
Por Portas do Sol pode-se designar:

## Em Portugal
- Portas do Sol - um dos pontos turísticos principais de Santarém, Portugal
- Largo das Portas do Sol - largo em Lisboa, Portugal, conhecido miradouro sobre Alfama
- Miradouro das Portas do Sol - miradouro em Lisboa, Portugal

## Em outros países
- Portes du Soleil - uma multi-estância de esqui nos Alpes, na fronteira França-Suíça
- Puerta del Sol - uma praça central histórica em Madrid